# 5758 Brunini
5758 Brunini eller 1976 QZ1 är en asteroid i huvudbältet som upptäcktes den 20 augusti 1976 av Félix Aguilar-observatoriet. Den är uppkallad efter argentinaren Adrián Brunini.
Asteroiden har en diameter på ungefär 4 kilometer.